# システィーナの聖母
『システィーナの聖母』（システィーナのせいぼ、伊: Madonna Sistina, 独: Sixtinische Madonna）あるいは『サン・シストの聖母』は、盛期ルネサンスの巨匠ラファエロ・サンティが、その晩年1513年から1514年頃に描いた絵画。祭壇画の一翼として描かれ、ラファエロが描いた最後の聖母マリアであり、ラファエロが自身だけで完成させた最後の絵画でもある。1754年にドイツのドレスデンに持ち込まれ、その後ドイツの美術界に大きな影響を与え続けた。第二次世界大戦後にモスクワへと持ち去られたが、10年後にドイツに返還されて、現在はアルテ・マイスター絵画館の最重要なコレクションの3つになっている。

## 構成
聖シクストゥスと聖バルバラを両脇にして、聖母マリアが幼児キリストを抱きかかえている。マリアは曖昧に描かれた何十もの天使を背景に雲の上に立ち、画面下部には両翼を持つ、頬杖をついた特徴的な天使が描かれている。アメリカ人作家、歴史家リック・スティーヴス（en:Rick Steves）は、通常では慈愛に満ちた表情で描かれるマリアがこの絵画では厳しい顔をして描かれているのは、もともとの祭壇画では中央にキリスト磔刑画が描かれていたことを反映しているためではないかとしている。

## 歴史
『システィーナの聖母』はピアチェンツァのベネディクト会サン・シスト修道院からの依頼により、祭壇画の一翼として描かれた。ラファエロの晩年1513年から1514年ごろにかけ比較的短期間で描かれており、ラファエロが描いた最後の聖母像であるとともに、自身で完成まで描き上げた最後の作品となっている。聖シクストゥスと聖バルベラが聖母子像に描かれたのは修道院からの注文によるものと考えられている。ルネサンス期の巨匠コレッジョがこの絵画を一目見たときに、そのすばらしさに圧倒され「私も凡百の一画家に過ぎない」と叫んだという言い伝えがある。

### ドイツの購入後
1754年にザクセン選帝侯であり、ポーランド王でもあったアウグスト3世が『システィーナの聖母』を110,000 - 120,000フランで購入し、ドレスデンの自身の絵画コレクションに加えた。2001年には美術史家ハンス・ベルティンとエレン・アトキンスが『システィーナの聖母』がドイツ美術界に与えた影響について述べている。
伝承によれば『システィーナの聖母』は即座にアウグストゥス3世のコレクションのなかでも最重要の絵画となり、この絵画をよりよい状態で展示するために自身の宮廷を移したともいわれている。ドイツ人美術史家ヨハン・ヨアヒム・ヴィンケルマンが1764年に著した有名な『古代美術史』（Geschichte der Kunst des Alterthums）のなかで『システィーナの聖母』を激賞し、古典的様式とキリスト教的精神との見事な融合についてページを割いている。「敬虔なクリスチャン」としてだけではなく、ギリシア・ローマ神話の女神ユノを彷彿とさせる「聖なる異教徒」にも見えるラファエロの聖母マリアの表現手法は、ドイツ人一人一人の心に「ラファエロの理想」とでもいうべきイメージを植え付けた。
『システィーナの聖母』について18世紀終わりに伝説が生まれた。ラファエロが実際に聖母マリアに出会い、天界の光景をその目で見てこの絵画を描いたというもので、広く人々に知られ、戯曲としても演じられるほどだった。この伝説は『システィーナの聖母』を観るものを熱狂させ、中にはジークムント・フロイトのある患者のように、この絵画を観るだけで宗教的恍惚に陥るものも出てくるほどであった。ドイツロマン主義の象徴に祭り上げられ、ゲーテ、ワグナー、ニーチェらドイツの文化人たちにも影響を与えた。1855年に「新王立美術館」（Neues Königliches Museum）がゴットフリート・ゼンパーの設計によって完成し、『システィーナの聖母』は専用の展示室に収められた。

### 第二次世界大戦とソ連の収奪
『システィーナの聖母』は第二次世界大戦でのドレスデン爆撃の被害からは守られた。しかしそのときの保存状態と、その後この絵画がたどった歴史は議論の的になっている。当時『システィーナの聖母』は戦禍を避けて、他の絵画とともにザクセンスイス（en:Saxon Switzerland）の坑道に保管されていた。しかしソヴィエト赤軍がこれらの絵画を発見、押収し、一時的にピルニッツ（en:Pillnitz）に移動した後に、天蓋に防水布を張っただけの長距離貨物列車に箱詰めにしてモスクワへと持ち去った。そして『システィーナの聖母』が収蔵されたプーシキン美術館の館長ミハイル・クラフチェンコは、プーシキン美術館が世界有数の美術館となったとの声明を出した。

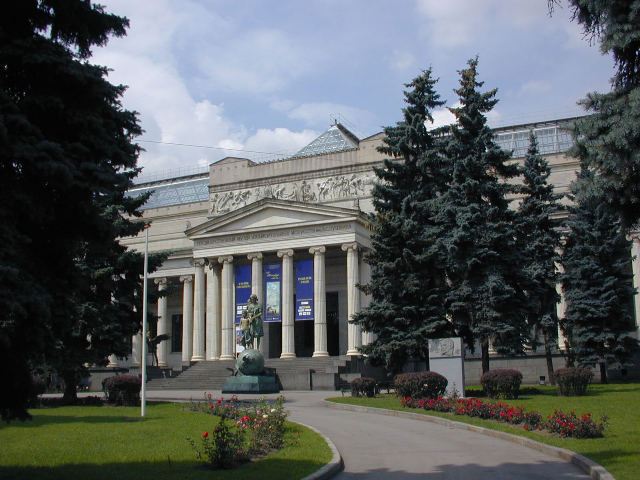
ソ連で『システィーナの聖母』が収蔵されていたプーシキン美術館

1946年には『システィーナの聖母』は、ソ連が回収した他の絵画とともに観覧が制限された状態でプーシキン美術館に展示されていた。その後、ヨシフ・スターリンの死去後1955年にソ連は「ソヴィエトとドイツ国民の友情をさらに強く進めるために」この絵画をドイツ（当時の東ドイツ）へ返還することを決めた。その後、ドレスデンから美術品を持ち去る際に、ソ連が何らかの損傷を絵画に与えたのではないかという国際的な議論が巻き起こった。これに対しソ連は、自分たちは逆に絵画を守ったのだと反論した。絵画が保管されていたザクセンスイスの坑道は温度制御されていたが、ソヴィエト軍の広報担当者の説明によれば、赤軍が絵画を発見したときには温度制御装置は稼動しておらず、絵画は地下の湿気に満ちた環境に放置されていたとしたのである。
結局『システィーナの聖母』が坑道で発見されたときの状態に対する議論は、学術的な裏づけなしに噂だけが一人歩きしてしまった。。しかし、1991年のアートニューズ（en:ARTNews）に掲載された記事によると、1945年に美術品の調査のためにソ連からドイツに派遣されたロシア人美術史家アンドレイ・チェゴダエフがソ連の反論を否定している。

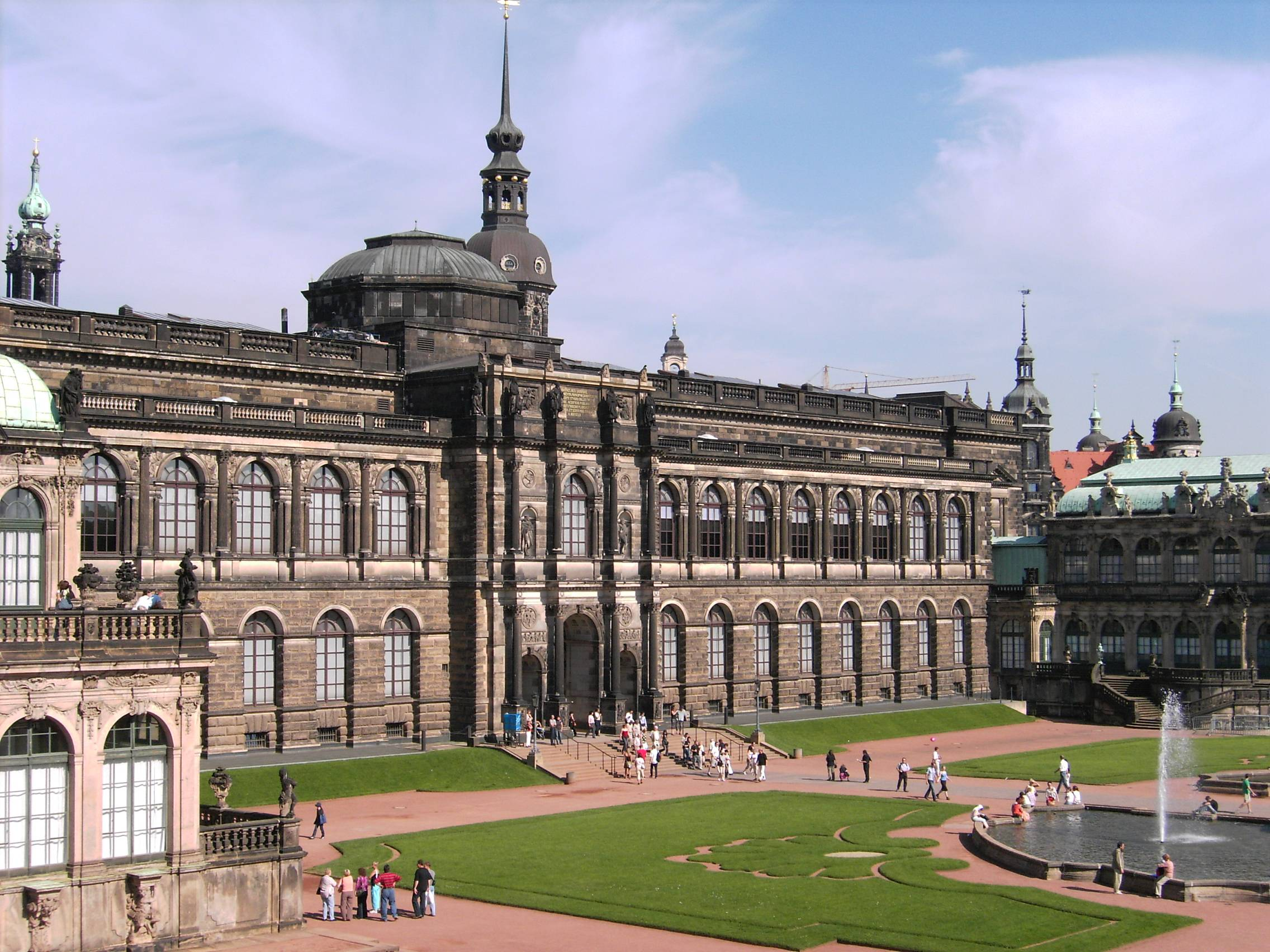
現在『システィーナの聖母』が収蔵されているアルテ・マイスター絵画館

さらにアートニューズは『システィーナの聖母』を発見した赤軍旅団の指揮官の話は「単なる嘘」であるとしている。1950年代にソ連の官報（en:Literaturnaya Gazeta）には「実際には『システィーナの聖母』や他の絵画が保管されていた坑道は乾燥していた。そこには温度、湿度などを計測するさまざまな機器が設置されていた」と書かれた書簡が掲載されている。しかしこれらの情報が事実かどうかには関係なく、絵画は薄暗い水浸しの坑道で発見されたということが一般大衆の認識となり、多くの書物に「事実」として書かれてしまった。

『システィーナの聖母』はドイツ返還後に修復され、アルテ・マイスター絵画館に展示されている。絵画館のガイドブックはこの絵画のことを「最も有名」、「頂点」、「傑作」、「コレクションの白眉」などさまざまな形容詞で説明している。

## 二人の天使

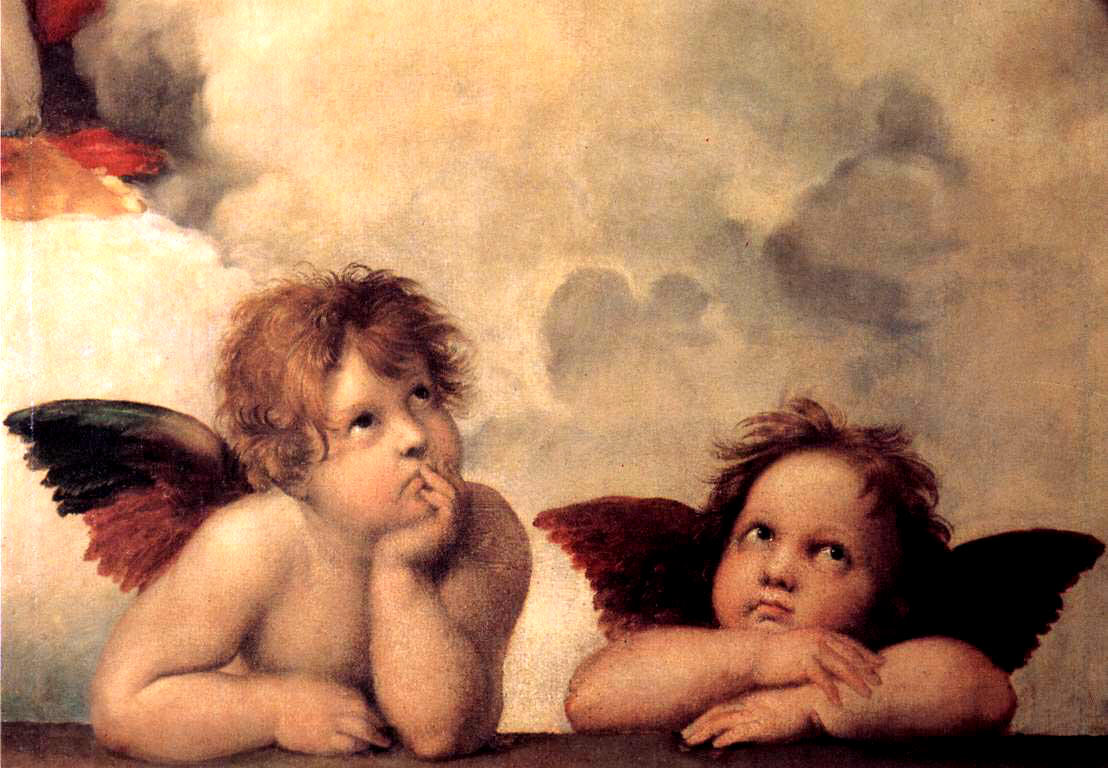
画面下部に描かれた天使

『システィーナの聖母』のマリアの足下に描かれている翼を持った二人の天使は、この絵画自体の評価とは無関係に非常に有名なイメージになっている。1913年にアメリカ人演劇評論家、作家グスタフ・コビー（en:Gustav Kobbé）が「『システィーナの聖母』の画面下部に、祭壇にもたれかかるように描かれている天使以上に有名な天使は存在しない」と述べている。この天使のイメージはさまざまな商品に利用され、切手、葉書、Tシャツ、包装紙、さらにはコンドームのパッケージのデザインにまで採用されてきた。印象的な天使の姿勢について、1912年のフラ・マガジン（Fra Magazine ）が「ラファエロが『システィーナの聖母』を描いていたときに、マリアのモデルとなっていた女性の子供たちが見学に来た。子供たちが見学している様子に惹かれたラファエロはその子供たちの姿勢を忠実に絵画に再現した」という説を紹介している。そのほかにアメリカの子供向け雑誌『聖ニコラス』（en:St. Nicholas Magazine）が1912年に紹介した説では「ラファエロが町で見かけた、物欲しげにパン屋の窓をのぞきこんでいる二人の子供の格好を絵画に表現した」としている。